# (32963) 1996 PJ1
1996 PJ1 (asteroide 32963) é um asteroide da cintura principal. Possui uma excentricidade de 0.09353010 e uma inclinação de 0.33438º.
Este asteroide foi descoberto no dia 11 de agosto de 1996 por George R. Viscome em Rand.